# Az-Záhir Jalbáj egyiptomi szultán
Az-Záhir Jalbáj, azaz Abú n-Naszr Jalbáj al-Muajjadí (15. század) az egyiptomi burdzsí (cserkesz) mamlúkok tizenhatodik szultánja volt (uralkodott 1467 októberétől decemberéig). Teljes titulusa al-Malik az-Záhir, melynek jelentése „a fényességes király”.
Az előkelőségek még az-Záhir Huskadam életében kijelölték utódját, al-Muajjad Sajh egy másik mamlúkját, az akkor atabégi (hadseregfőparancsnoki) rangot viselő Jalbájt, aki halála után át is vette trónt – igaz, csak rövid időre, mivel elődjével ellentétben nem volt képes gátat szabni az egyre megbízhatatlanabb mamlúkok hatalmi harcának. Az az-Záhir Csakmak háztartásából érkező utódja, Timurbugá még nála is rövidebb ideig uralkodott.